# 94.ª Brigada Mixta (Ejército Popular de la República)
La 94.ª Brigada Mixta fue una unidad del Ejército Popular de la República creada durante la Guerra Civil Española. Llegó a operar en los frentes de Teruel, Aragón y Segre, teniendo una actuación destacada durante la contienda.

## Historial
En marzo de 1937, en Cuenca, se creó originalmente una brigada que recibió la numeración «94», formada con reclutas de las quintas de 1932, 1933, 1934 y 1935, y con restos de la antigua columna «Iberia». El mando de la esta unidad fue encomendado al comandante de infantería José Ramos Chiva. La 94.ª BM, con su organización muy retrasada, fue enviada a la Batalla de Brunete, si bien no llegó a participar. Unos meses después la unidad fue disuelta y dispersada.
En septiembre de 1937 se creó en Cartagena una brigada con fuerzas de infantería de marina que recibió la numeración «94», quedando bajo el mando del comandante de infantería de marina Ginés Sánchez Balibrea. Fue encuadrada en la 34.ª División y, posteriormente, en la 72.ª —ambas, divisiones del XVIII Cuerpo de Ejército—. Inicialmente tuvo su cuartel general en Jódar, donde permaneció hasta que fue llamada para participar en la batalla de Teruel (integrada en la 34.ª División).
Durante la batalla de Teruel la unidad tuvo un papel destacado tanto en los combates de «La Muela» como en la conquista de la ciudad. En febrero de 1938, durante la batalla del Alfambra, la unidad entró en combate en la cota 1.403, el día 8. Dos días después se integró en la Agrupación «Perea», tomando parte en un fallido contraataque contra el avance franquista. Durante todas estas operaciones la unidad sufrió un duro desgaste, por lo que fue retirada a Madrid, donde disfrutó de un corto periodo de descanso. Fue sometida a una reorganización y reforzada con efectivos procedentes de la 95.ª Brigada Mixta, que de hecho sería fusionada con la 94.ª BM.
Tras el comienzo de la ofensiva franquista en el frente de Aragón fue enviada como refuerzo al norte del Ebro. Por estas fechas llegó a estar integrada brevemente en la 70.ª División. El 18 de abril la 94.ª BM se hallaba situada en Sort, integrada en la 34.ª División; al día siguiente fue asignada a la nueva División «Bellvís», en Castellciutat. La ofensiva franquista provocó que la unidad quedase arrinconada en la zona pirenaica. Sin embargo, cuando se detuvo el ataque franquista, a finales de abril la 94.ª BM participó en el asalto republicano sobre la cabeza de puente franquista de Serós, en el río Segre. Para ello la unidad asaltó las Peñas de Aolo en la Sierra de Pobo, sin éxito. Los combates se alargaron hasta comienzos de mayo. Por su desempeño en los combates sería condecorada con la Medalla al Valor.
Para entonces la unidad se encontraba asignada a la 34.ª División del X Cuerpo de Ejército.
El 9 de junio la unidad cruzó el río Segre por la zona de Vilanova de la Barca con la intención de establecer una cabeza de puente, intento que terminaría fracasando. Unos meses después, en octubre, el mando de la unidad pasó al comandante Isidoro Fernández González. En diciembre de 1938 se encontraba situada en el frente del Segre, debiendo a hacer frente a la nueva ofensiva franquista; a pesar de la resistencia ofrecida, hubo de retirarse de sus posiciones. Continuaría retirándose hasta la frontera francesa.

## Mandos
Comandantes
- Comandante de infantería de marina Ginés Sánchez Balibrea;[9]
- Comandante de infantería de marina Isidoro Fernández González;

Comisarios
- Evaristo Torralba García, de la CNT;

Jefes de Estado Mayor
- Capitán de infantería de marina Julio Pastoriza Díaz;